# Space Metal
Space Metal – album Star One wydany przez Inside Out w 2002 roku. Album został wydany w wersji normalnej i edycji rozszerzonej (z dodatkową płytą). Album łączy w sobie space rock i metal progresywny, a w utworach zawarte są motywy z niektórych filmów i seriali science fiction, co było hołdem Arjena Lucassena w stronę kultury science fiction.

## Lista utworów

### CD 1
1. „Lift Off” – 1:13
2. „Set Your Controls” – 6:01
3. „High Moon” – 5:36
4. „Songs of the Ocean” – 5:23
5. „Master of Darkness” – 5:14
6. „The Eye of Ra” – 7:34
7. „Sandrider” – 5:31
8. „Perfect Survivor” – 4:46
9. „Intergalactic Space Crusaders” – 5:22
10. „Starchild” – 9:04

### CD 2 (tylko w specjalnej edycji)
1. „Hawkwind Medley” – 9:46
  1. Master of the Universe
  2. Silver Machine
  3. Psychedelic Warlords
  4. Brainstorm
  5. Assault and Battery
  6. The War I Survived
  7. Spirit of the Age
  8. Lost Chronicles
2. „Spaced Out” – 4:53
3. „Inseparable Enemies” – 4:15
4. „Space Oddity” (cover Davida Bowiego) – 4:59
5. „Starchild” (Pro-Logic Mix) – 9:31
6. „Spaced Out” (Wersja alternatywna) – 4:55
7. „The Intergalactic Laxative” (cover Donovan) – 2:32

## Nawiązania
Te utwory nawiązują do seriali i filmów science fiction:

### CD 1
- High Moon – Odległy ląd
- Songs of the Ocean – Star Trek IV: Powrót na Ziemię
- Master of Darkness – Gwiezdne wojny,, szczególnie Gwiezdne wojny: część V - Imperium kontratakuje
- The Eye of Ra – Gwiezdne wrota
- Sandrider – Diuna
- Perfect Survivor – Obcy – ósmy pasażer Nostromo
- Intergalactic Space Crusaders – Blake’s 7 (serial telewizyjny)
- Starchild –  Odyseja kosmiczna i  Odyseja kosmiczna

### CD 2
- Spaced Out – Ciemna gwiazda
- Inseparable Enemies – Mój własny wróg